# Mauritische Fußballnationalmannschaft der Frauen
Die mauritische Fußballnationalmannschaft der Frauen repräsentiert im Frauenfußball den Inselstaat Mauritius. Die von der Mauritius Football Association (MFA) aufgestellte Mannschaft spielt seit 2012 international.

## Internationale Erfolge
Siehe auch: Liste der Länderspiele der mauritischen Fußballnationalmannschaft der Frauen

### Fußball-Weltmeisterschaft der Frauen
| 2015 Kanada                 | nicht qualifiziert |
| 2019 Frankreich             | nicht teilgenommen |
| 2023 Australien/ Neuseeland | nicht teilgenommen |

### Afrika-Cup der Frauen
| 2012 Äquatorialguinea | nicht teilgenommen |
| 2014 Namibia          | nicht teilgenommen |
| 2016 Kamerun          | nicht qualifiziert |
| 2018 Ghana            | nicht teilgenommen |
| 2020                  | nicht ausgetragen  |
| 2022 Marokko          | nicht teilgenommen |
| 2024 Marokko          | nicht qualifiziert |

### COSAFA Women’s Championship
| 2017 Simbabwe  | Vorrunde           |
| 2018 Südafrika | nicht teilgenommen |
| 2019 Südafrika | Vorrunde           |
| 2020 Südafrika | nicht teilgenommen |
| 2021 Südafrika | nicht teilgenommen |
| 2022 Südafrika | Vorrunde           |
| 2023 Südafrika | nicht teilgenommen |

## Kader
Der angegebene Kader basiert auf der Nominierung für ein Freundschaftsspiel gegen die Seychellen im Dezember 2023.
| Tor               | Abwehr               | Mittelfeld          | Sturm             |
| ----------------- | -------------------- | ------------------- | ----------------- |
| Sejal Teeluck     | Anaelle Auguste      | Ambre Apollon       | Jerusha Ramasawmy |
| Chaya Chodoychurn | Hillary Defoix       | Elodie Aliphon      | Orphelie Marianne |
| Sophie Marianne   | Laeticia Dadard      | Brooklyn Jheemla    | Adriana Boulaye   |
|                   | Jocelyne Cupidon     | Emilie Macaque      | Charlotte Marie   |
|                   | Eva Pierrot          | Devishree Ramsurrun |                   |
| Jasmin Honorat    | Maelie Cheung        |                     |                   |
| Chloe Desveaux    | Fiona Felicite       |                     |                   |
| Marianna Baptiste | Clarineda Arlandoo   |                     |                   |
| Coralie Verloppe  | Tracy Anais Fourneau |                     |                   |
|                   | Chloe Zephir         |                     |                   |